# Xã Hammer, Quận Ramsey, Bắc Dakota
Xã Hammer (tiếng Anh: Hammer Township) là một xã thuộc quận Ramsey, tiểu bang Bắc Dakota, Hoa Kỳ. Năm 2010, dân số của xã này là 52 người.